# Reach for the Stars
Reach for the Stars est un jeu vidéo 4X de stratégie au tour par tour développé et publié par Strategic Studies Group, sorti en 1983 sur Apple II, Amiga, Commodore 64 et PC (DOS, Mac OS). L’objectif du jeu est de coloniser les systèmes solaires d’une galaxie. Le joueur se voit confier la destinée d’une race et en affronte trois autres qui, comme lui, cherche à établir leur domination sur la galaxie.
Reach for the Stars est le premier jeu développé par Strategic Studies Group, fondé en 1982 par Roger Keating et Ian Trout. Il est initialement conçu comme une adaptation en jeu vidéo du jeu de société Stellar Conquest mais les négociations avec son éditeur tournent court et ils décident finalement d’en faire leur propre jeu. Celui-ci est publié en 1983 et est rétrospectivement considéré comme le premier jeu d’un nouveau genre, le jeu 4X. Roger Keating, le programmeur du studio, a également réalisé les graphismes du jeu, développés sur Apple II. Ce dernier souffre cependant de limitations dans ce domaine, 16kB de ses 64kB de RAM étant caché, mais Keating passe outre cette limitation en programmant le jeu en langage machine, ce qui lui permet de libérer de la mémoire et de rendre le jeu plus rapide. Cela lui facilite également le travail lorsqu’ils décident de porter le jeu sur Commodore 64. Reach for the Stars est un important succès commercial pour SSG avec environ 60 000 copies vendues, le jeu capitalisant sur le changement d’orientation du marché du jeu vidéo, des consoles vers les ordinateurs personnels, de l’époque. Le studio ayant développé et publié le jeu, celui-ci se révèle très profitable et pose de solides bases pour le développement de leurs titres suivants.
Un remake pour Windows a été développé par SSG et édité par SSI en 2000.

## Système de jeu
Reach for the Stars est un jeu de simulation stratégique, rétrospectivement considéré comme un jeu 4X. L’objectif du jeu est de coloniser les systèmes solaires d’une galaxie. Le joueur se voit confier la destinée d’une race et en affronte trois autres qui, comme lui, cherche à établir leur domination sur la galaxie. Pour se développer, le joueur doit d’abord explorer de nouveaux mondes afin de déterminer les plus propices à la colonisation. Au total, cinquante-quatre systèmes solaires peuvent ainsi être colonisés. Ils sont divisés en cinq classes, allant d’accueillant à hostile, qui définissent s'ils sont ou non propices à la colonisation. Chaque planète est en plus caractérisée par plusieurs paramètres dont sa densité de population, son potentiel industriel mais aussi son niveau social et les quantités de ressources laissées à la population. Les ressources collectées dans ces colonies lui permettent ensuite de construire de nouveaux vaisseaux spatiaux, de développer ses infrastructures industrielles et commerciales et de renforcer sa puissance militaire. Les tours de jeu sont divisés en plusieurs phases : colonisation, production, déplacement et combat.

## Développement
Reach for the Stars est le premier jeu développé par Strategic Studies Group, fondé en 1982 par Roger Keating et Ian Trout. Il est initialement conçu comme une adaptation en jeu vidéo du jeu de société Stellar Conquest mais les négociations avec son éditeur tournent court et ils décident finalement d’en faire leur propre jeu. Celui-ci est publié en 1983 et est rétrospectivement considéré comme le premier jeu d’un nouveau genre, le jeu 4X. Roger Keating, le programmeur du studio, a également réalisé les graphismes du jeu, développés sur Apple II. Ce dernier souffre cependant de limitations dans ce domaine, 16kB de ses 64kB de RAM étant caché, mais Keating passe outre cette limitation en programmant le jeu en langage machine, ce qui lui permet de libérer de la mémoire et de rendre le jeu plus rapide. Cela lui facilite également le travail lorsqu’ils décident de porter le jeu sur Commodore 64.

## Accueil
| Reach for the Stars |      |       |
| Média               | Pays | Notes |
| Tilt                | FR   | 4/6   |

Reach for the Stars est un important succès commercial pour SSG avec environ 60 000 exemplaires vendues, le jeu capitalisant sur le changement d’orientation du marché du jeu vidéo, des consoles vers les ordinateurs personnels, de l’époque. Le studio ayant développé et publié le jeu, celui-ci se révèle très profitable et pose de solides bases pour le développement de leurs titres suivants.

## Postérité
Rétrospectivement, Neal Roger Tringham décrit d’abord Reach for the Stars comme une conversion réussie du jeu de plateau Stellar Conquest, créé en 1974 par Howard Thompson. Il le considère également comme un précurseur du premier jeu à avoir été désigné comme un jeu 4X – Master of Orion –  publié en 1993. Il note en effet que contrairement à d’autres jeu vidéo de conquête spatiale comme Galactic Empire (1979) et Andromeda Conquest (1982), celui-ci permet au joueur de développer la technologie de son empire et de gérer son économie tout en colonisant l’espace. Il conclut ainsi que malgré des graphismes et un gameplay  beaucoup plus simplistes que ses successeurs, comme Master of Orion, il contient tous les éléments caractéristiques d’un jeu 4X. Le journaliste Bruce Geryk, du site GameSpot, le considère lui aussi comme un précurseur du jeu 4X, au même titre que Empire (1977) ou Andromeda Conquest. Pour lui, il est en effet le premier jeu de ce type a créé une relation entre croissance économique, progrès technologique et conquête militaire. De son côté, le journaliste Adam Barnes du magazine Retro Gamer le désigne tout simplement comme le premier jeu 4X de science-fiction.
Un remake du jeu, développé par Strategic Studies Group, est publié par Strategic Simulations en 2000.